# Ambutrix
Ambutrix település Franciaországban, Ain megyében. Lakosainak száma 764 fő (2022. január 1.). Ambutrix Bettant, Leyment, Saint-Denis-en-Bugey és Vaux-en-Bugey községekkel határos.

## Népesség
A település népességének változása:
| Lakosok száma | 327  | 405  | 586  | 641  | 734  | 747  | 752  | 755  | 768  | 764  |
|               | 1968 | 1982 | 1999 | 2006 | 2011 | 2015 | 2017 | 2018 | 2020 | 2022 |